# Флаг Шетландских островов
Флаг Шетландских островов представляет собой белый скандинавский крест на голубом фоне. Был разработан в 1969 году основателем островного отделения Шотландской национальной партии Ройем Греннебергом совместно с Биллом Адамсом, в преддверии 500-летия передачи островов от Норвегии Шотландии.
По замыслу авторов, должен отражать тот факт, что на протяжении пяти веков Шетланды были частью Норвегии, а затем ещё столько же частью Шотландии.
По этой причине цвета полностью соответствуют цветам флага Шотландии, а композиция повторяет флаг Норвегии.
В 1975 году Греннеберг предложил свой вариант местному совету, однако местные депутаты не поддержали идею. В 1985 году на специальном референдуме большинство жителей островов также проголосовали против проекта. И только в 2005 году был официально утверждён специальным органом по геральдике Шотландии.
С 2007 года, 21 июня — в день летнего солнцестояния — празднуется День флага Шетландии.